# Szlak Nadodrzański

Szlak Nadodrzański – znakowany na czerwono długodystansowy pieszy szlak turystyczny w województwie zachodniopomorskim.

## Charakterystyka
Szlak przebiegający przez zachodnią część Pojezierza Myśliborskiego i Równiny Wełtyńskiej oraz przez centralną część Wzgórz Bukowych. Łączy ciekawe pod względem przyrodniczym i krajobrazowym obszary Cedyńskiego Parku Krajobrazowego oraz Szczecińskiego Parku Krajobrazowego „Puszczy Bukowej”. Trasa szlaku bardzo urozmaicona – liczne punkty widokowe i panoramy, wzniesienia, doliny rzek, jeziora, głazy narzutowe oraz zabytki. Odcinek Mieszkowice – Cedynia ze względu na znaczną długość dla turysty pieszego oraz poprowadzenie kilku odcinków drogami utwardzonymi, może pełnić funkcje szlaku rowerowego (większość odcinków prowadzi drogami o średnim i niskim stopniu natężenia ruchu samochodowego lub równolegle do nich).

## Odcinek Mieszkowice – Chojna (0 – 68 km)
Szlak rozpoczyna się przy dworcu kolejowym w Mieszkowicach (razem z  Szlakiem Wzgórz Morenowych). Stąd kieruje się na zachód, wkraczając na teren Cedyńskiego Parku Krajobrazowego. Początkowo prowadzi przez Lasy Mieszkowickie, a następnie nadodrzańską skarpą.
W Starym Błeszynie, Gozdowicach, Starych Łysogórkach i Siekierkach liczne miejsca związane z forsowaniem Odry w kwietniu 1945 roku m.in. cmentarz żołnierski, punkt widokowy, muzeum, pomniki. We wsiach liczne przykłady budownictwa szachulcowego.
Dalej szlak kieruje się ku wsiom Stara Rudnica i Osinów Dolny. Przed Cedynią punkt widokowy Góra Czcibora z pomnikiem upamiętniającym 1000-lecie Bitwy Cedyńskiej, dalej rezerwat przyrody Wrzosowiska Cedyńskie.
W Lubiechowie Dolnym szlak wkracza na pagórkowate tereny Puszczy Piaskowej. Tu w kierunku rezerwatu Bielinek odchodzi  Szlak Wzgórz Morenowych, natomiast szlak czerwony prowadzi przez rezerwat przyrody Dolina Świergotki w kierunku najwyższego szczytu Wzgórz Krzymowskich – Zwierzyńca (167 m n.p.m.). Pod szczytem Głazy Bliźniaki i węzeł szlaków ( Szlak Wzgórz Morenowych oraz  Szlak przez Rajską Dolinę). Wokół rezerwat przyrody Dąbrowa Krzymowska. Za Stokami (jezioro i ośrodki wypoczynkowe) szlak opuszcza teren Cedyńskiego Parku Krajobrazowego i dochodzi do Chojny (dworzec PKP).

## Odcinek Chojna – Gryfino (68 – 112 km)
Za Chojną szlak wkracza na faliste tereny Równiny Wełtyńskiej. Początkowo biegnie doliną Rurzycy – mija Rurkę (kaplica templariuszy), docierając do Lisiego Pola (przystanek PKP). Następnie szlak wkracza na tereny leśno-polne – mija jezioro Kiełbicze (ośrodek wypoczynkowy) oraz wsie Lubicz (krzyżówka z  Szlakiem Steklińskim) i Pacholęta (stacja PKP), docierając do Nowego Czarnowa. W pobliżu stacji PKP Dolna Odra pomnik przyrody Krzywy Las. Dalej szlak przechodzi przez Pniewo (początek  Szlaku Steklińskiego), przecina rzekę Tywę i dociera do Gryfina (stacja PKP, początek  Szlaku Woja Żelisława).

## Odcinek Gryfino – Szczecin-Klucz (112 – 144 km)
Za Gryfinem szlak biegnie przez coraz bardziej urozmaicony krajobraz północno-zachodniej części Równiny Wełtyńskiej. Mija uroczysko Las Osuchów (krzyżówka z  Szlakiem Czepińskim), Stare Brynki, Wietrzne Wzgórza oraz drogę ekspresową S3, aby dotrzeć do Chlebowa (krzyżówka z  Szlakiem Równiny Wełtyńskiej i Pojezierza Myśliborskiego oraz z  Szlakiem Artyleryjskim).
Za wsią szlak wkracza na malownicze pagórkowate tereny Wzgórz Bukowych. Kieruje się wzdłuż południowego brzegu Jeziora Binowskiego do wsi Binowo (skrzyżowanie z  Szlakiem Artyleryjskim,  Szlakiem im. Stanisława Grońskiego oraz  Szlakiem Woja Żelisława). Razem ze szlakiem niebieskim mijają jezioro Piasecznik Duży i docierają do niewielkiego jeziora Plebanka (tu krzyżówka z  Szlakiem PTTK „Wiercipięty”,  kieruje się do Kołowa). Początkowo szlak idzie skrajem lasu, mija Piaseczną Górę, aby przy jeziorze Piasecznik Mały wejść w ostępy Puszczy Bukowej. Przy Głaz Głazie Kołyska ponownie krzyżuje się z  Szlakiem PTTK „Wiercipięty” i kieruje się ku kulminacji Wzgórz Bukowych – Bukowcowi (149 m n.p.m.) z więżą przeciwpożarową na szczycie (tu odchodzi  Szlak Górski na Bukowiec).
Ze szczytu szlak schodzi ku Przełęczy Trzech Braci (pomnik przyrody Dąb Frater, krzyżówka z  Szlakiem Równiny Wełtyńskiej i Pojezierza Myśliborskiego oraz  Szlakiem Woja Żelisława). Pod Sobolową Górą krzyżuje się kolejny raz z  Szlakiem PTTK „Wiercipięty”, przechodzi obok strzelnicy wojskowej (niedaleko uroczysko Mosty) i pod wiaduktem autostrady A6 wchodzi do Szczecina-Żydowiec (krzyżówka z  Szlakiem Artyleryjskim, blisko przystanek autobusowy). Wiaduktem przy ul.Bielańskiej szlak ponownie przekraczał autostradę i prowadził do Kluczewka (krzyżówka z  Szlakiem Artyleryjskim). Obecnie odcinek ten przecina droga ekspresowa S3. Następnie szlak biegnie przez Zieloną Dolinę wzdłuż Omulnej i kończy się przy wjeździe z drogi krajowej nr 31 na autostradę A6 (węzeł Gryfino) w Szczecinie-Kluczu (ul.Rymarska, przystanek autobusowy).

## Nieciągłości i zmiany przebiegu
Od 2007 roku w związku z powstaniem węzła drogowego Szczecin-Klucz dla autostrady A6 i drogi ekspresowej S3, niemożliwe jest pokonanie odcinka Żydowce – Kluczewko. Brakujący odcinek można obejść  Szlakiem Artyleryjskim (przez Wzgórze Bombardierów) lub kierując się z Żydowiec do wiaduktu pod drogą ekspresową niedaleko Radziszewka (obok Leśnictwa Podjuchy krzyżówka z  Szlakiem Artyleryjskim), a następnie obok ruin wieży Batowa i wzdłuż Omulnej (Zielona Dolina) do ul.Rymarskiej.
Pierwotnie szlak nie kończył się przy węźle autostrady na ul.Rymarskiej, ale wspinał się jeszcze na punkt widokowy Wzgórze Batowa obok nieczynnej żwirowni w Radziszewie, a następnie kończył się na przystanku PKS w tej miejscowości. Szlak skrócono ze względu na zagrożenie erozyjne i możliwości osunięć na skarpie żwirowni (szlak przechodził bezpośrednio przy prawie pionowym urwisku). Obecnie wzgórze nad zalanym wodą wyrobiskiem jest ogólnodostępne, ale szlak już tam nie prowadzi.
W związku z powstaniem pola golfowego w Binowie dokonano drobnych korekt przebiegu szlaku w okolicach tej wsi – pierwotnie szlak nie przechodził obok jeziora Plebanka i szedł bezpośrednio w kierunku Piasecznej Góry, obecnie idzie w kierunku jeziora razem ze szlakiem niebieskim, a potem skręca ku wzgórzu.